# بخش لو بلان
بخش لو بلان (به فرانسوی: Arrondissement du Blanc) یک بخش در فرانسه است که در اندر واقع شده‌است.